# Mayu Hamada
Mayu Hamada (en japonés: 濱田 真由, Hamada Mayu; Saga, 31 de enero de 1994) es una deportista japonesa que compite en taekwondo.
Ganó dos medallas en el Campeonato Mundial de Taekwondo, oro en 2015 y plata en 2013, y dos medallas en el Campeonato Asiático de Taekwondo, en los años 2012 y 2014. En los Juegos Asiáticos de 2014 consiguió una medalla de plata en la categoría de –57 kg.

## Palmarés internacional
| Campeonato Mundial  | Campeonato Mundial           | Campeonato Mundial | Campeonato Mundial |
| Año                 | Lugar                        | Medalla            | Categoría          |
| ------------------- | ---------------------------- | ------------------ | ------------------ |
| 2013                | Puebla (México)              | Medalla de plata   | –57 kg             |
| 2015                | Cheliábinsk (Rusia)          | Medalla de oro     | –57 kg             |
| Juegos Asiáticos    |                              |                    |                    |
| Año                 | Lugar                        | Medalla            | Categoría          |
| 2014                | Incheon (Corea del Sur)      | Medalla de plata   | –57 kg             |
| Campeonato Asiático |                              |                    |                    |
| Año                 | Lugar                        | Medalla            | Categoría          |
| 2012                | Ciudad Ho Chi Minh (Vietnam) | Medalla de bronce  | –57 kg             |
| 2014                | Taskent (Uzbekistán)         | Medalla de plata   | –57 kg             |